# Нортпорт (Нью-Йорк)
Нортпорт (англ. Northport) — селище (англ. village) в США, в окрузі Саффолк штату Нью-Йорк. Населення — 7347 осіб (2020).

## Географія
Нортпорт розташований за координатами 40°54′15″ пн. ш. 73°20′42″ зх. д. / 40.90417° пн. ш. 73.34500° зх. д. (40.904045, -73.344968). За даними Бюро перепису населення США в 2010 році селище мало площу 6,55 км², з яких 5,98 км² — суходіл та 0,57 км² — водойми.

## Демографія
Згідно з переписом 2010 року, у селищі мешкала 7401 особа в 2921 домогосподарстві у складі 2008 родин. Густота населення становила 1129 осіб/км². Було 3066 помешкань (468/км²).
Расовий склад населення:
| - 96,1 % — білих - 1,7 % — азіатів - 0,6 % — чорних або афроамериканців |

До двох чи більше рас належало 0,9 %. Частка іспаномовних становила 3,6 % від усіх жителів.
За віковим діапазоном населення розподілялося таким чином: 23,6 % — особи молодші 18 років, 61,0 % — особи у віці 18—64 років, 15,4 % — особи у віці 65 років та старші. Медіана віку мешканця становила 45,7 року. На 100 осіб жіночої статі у селищі припадало 95,5 чоловіків; на 100 жінок у віці від 18 років та старших — 92,7 чоловіків також старших 18 років.
Середній дохід на одне домашнє господарство становив 137 622 долари США (медіана — 112 390), а середній дохід на одну сім'ю — 161 795 доларів (медіана — 145 526). Медіана доходів становила 101 660 доларів для чоловіків та 75 500 доларів для жінок. За межею бідності перебувало 2,7 % осіб, у тому числі 0,0 % дітей у віці до 18 років та 1,4 % осіб у віці 65 років та старших.
Цивільне працевлаштоване населення становило 3951 особа. Основні галузі зайнятості: освіта, охорона здоров'я та соціальна допомога — 27,8 %, науковці, спеціалісти, менеджери — 16,8 %, фінанси, страхування та нерухомість — 11,8 %, мистецтво, розваги та відпочинок — 8,3 %.

## Персоналії
- Петті Люпон (* 1949) — американська акторка театру і кіно.